# Zakho
Zakho (Zaxo, en kurdo) es una ciudad de Irak. Está en la provincia de Duhok, dentro de la región autónoma del Kurdistán, cerca de la frontera turca. La ciudad se encuentra dividida en 2 por el río Pequeño Jabur, afluente del próximo río Tigris. En 2010 se constituyó la Universidad de Zakho, una de las 11 públicas que hay en la región kurda.

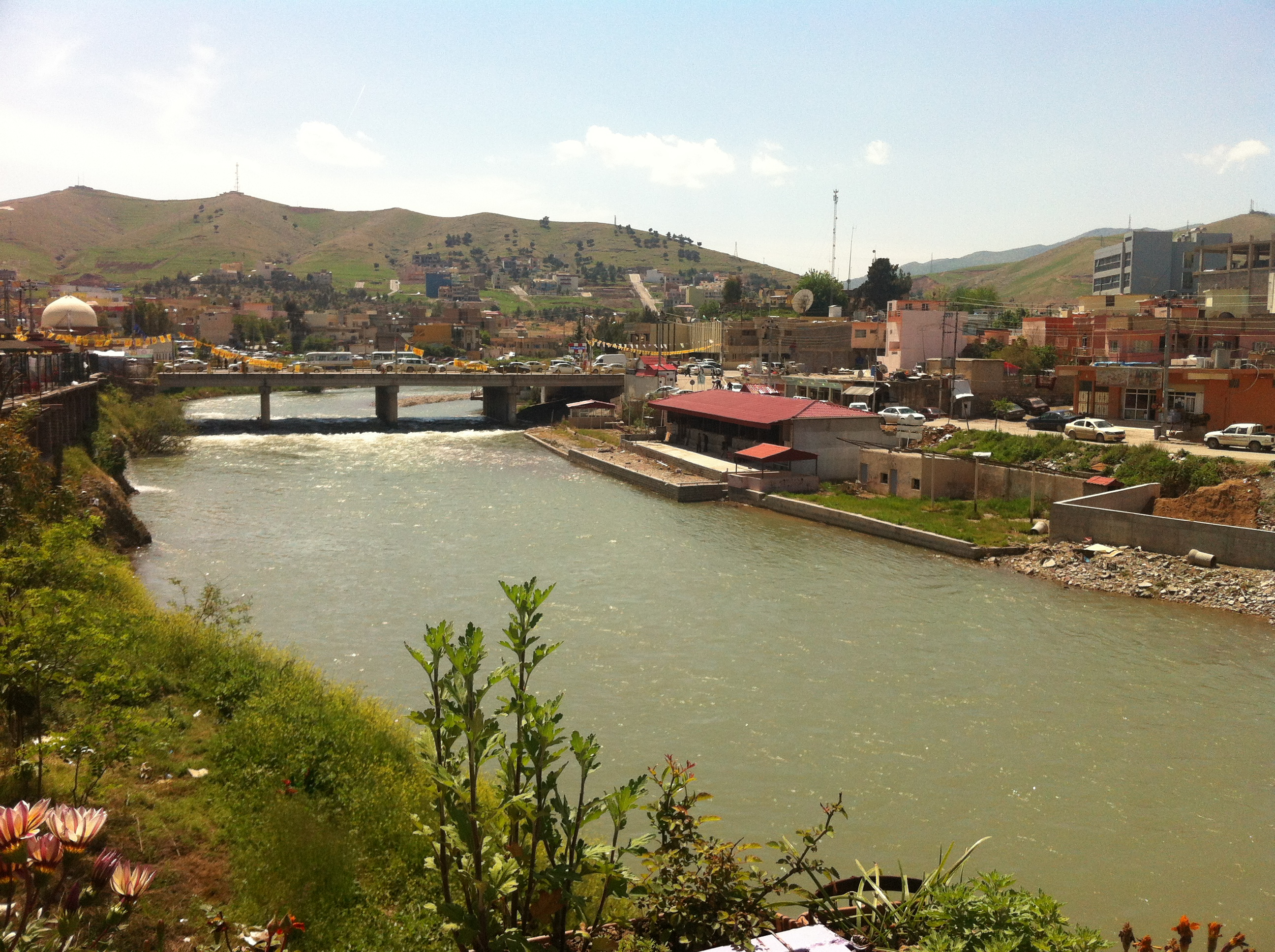
Zakho junto al Pequeño Jabur

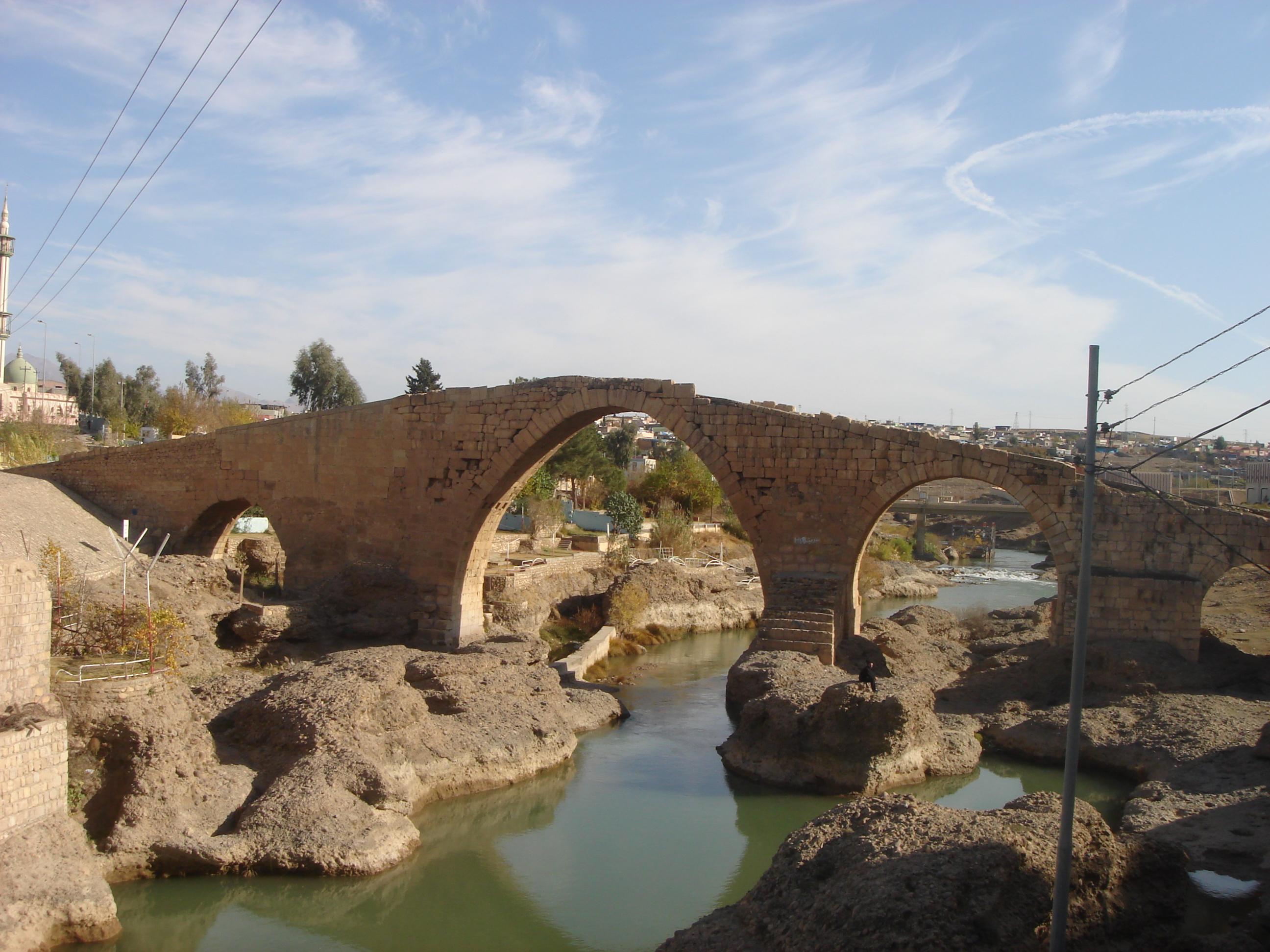
Puente Delal, de origen romano

- Datos: Q167800
- Multimedia: Zakho / Q167800